# Bathypogon ophiurus
Bathypogon ophiurus är en tvåvingeart som beskrevs av Hull 1958. Bathypogon ophiurus ingår i släktet Bathypogon och familjen rovflugor. Inga underarter finns listade i Catalogue of Life.